# أندريا دي نيكولاو
أندريا دي نيكولاو (بالإيطالية: Andrea De Nicolao) مواليد 21 أغسطس 1991 في إيطاليا، هو لاعب كرة سلة إيطالي بدأ مسيرته الاحترافية في سنة 2009 يلعب مع فريق بالاكانسترو ريجيانا ويحمل الرقم -.

## فرق لعب لها
- بالاكانسترو فاريزي
- بالاكانسترو ريجيانا

## روابط خارجية
- أندريا دي نيكولاو على موقع الاتحاد الدولي لكرة السلة (الإنجليزية)
- أندريا دي نيكولاو على موقع الدوري الأوروبي لكرة السلة (الإنجليزية)
- أندريا دي نيكولاو على موقع كرة السلة الأوروبية.كوم (الإنجليزية)
- أندريا دي نيكولاو على موقع ريلجم (الإنجليزية)
- أندريا دي نيكولاو على موقع بروبوليرز (الإنجليزية)
- أندريا دي نيكولاو على موقع سبورتس رفرنس (الإنجليزية)